# L'Étang-Bertrand
L'Étang-Bertrand är en kommun i departementet Manche i regionen Normandie i norra Frankrike. Kommunen ligger i kantonen Bricquebec som tillhör arrondissementet Cherbourg. År 2022 hade L'Étang-Bertrand 344 invånare.

## Befolkningsutveckling
Antalet invånare i kommunen L'Étang-Bertrand
| Referens: INSEE |